# Шушак
Шушак је српско презиме које носе Срби (и Хрвати) пореклом из Херцеговине и Далмације. У Хрватској има око 750 становника у 320 регистрованих домаћинстава које носе ово презиме, ове породице су већином из Загреба, Сплита, Ријеке и Осјека. У Србији постоји 71 породица са овим презименом,  а највише их је у Војводини и у Београду. Православни који носе ово презиме славе већином Светог Јована. Такође људи са овим презименом има и иностранству, највише у Аустралији, САД, Шведској...

## Истакнуте личности
- Гојко Шушак (1945 – 1998), хрватски политичар
- Милан Шушак (рођ. 1984), аустралијски играч српског порекла
- Иво Шушак (рођ. 1948), хрватски фудбалски тренер
- Томислав Шушак (рођ. 1987), хрватски басиста групе Ватрa